# François Anthoine (General)

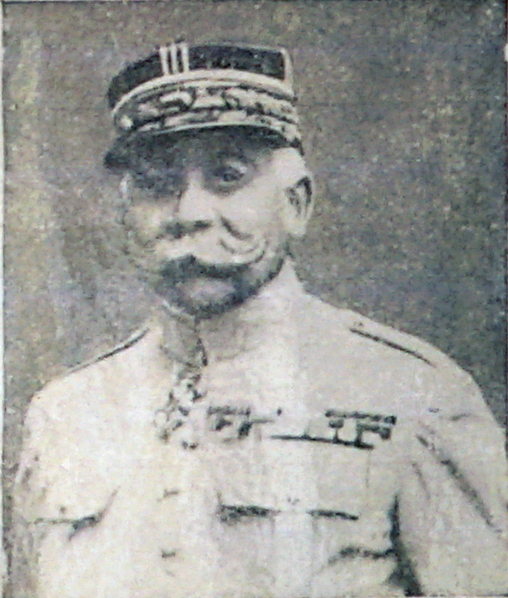
François Anthoine, 1917

François Paul Anthoine (* 28. Februar 1860 in Le Mans; † 25. Dezember 1944 in Paris) war ein französischer Offizier, zuletzt Général de division.

## Leben
Anthoine wurde an der École polytechnique und der École d’application de l’artillerie et du genie ausgebildet und diente danach als Artillerieoffizier im Mutterland sowie in Afrika und Tonkin. 1889 wurde er zum Capitaine befördert. Nach seiner Beförderung zum Colonel 1910 befehligte er das 48. Artillerieregiment. 1911 wurde er als Mitglied in das technische Komitee des Generalstabs berufen und im Dezember 1913 zum Général de brigade befördert.
Zu Beginn des Ersten Weltkriegs diente er als Chef des Stabes in Noël de Castelnaus 2. Armee. Am 8. Oktober 1914 übernahm er unter Beförderung zum temporären Général de division den Befehl über die 20. Infanteriedivision, die in der Gegend um Arras eingesetzt war. Diese führte er bis September 1915, als er den Befehl über das X. Armeekorps erhielt. Mit diesem war er bis Mitte 1916 in den Argonnen eingesetzt. Anschließend nahm er mit dem Korps an der Schlacht an der Somme teil. Ende März 1917 erhielt er den Befehl über die 4. Armee, mit der er während der Nivelle-Offensive im Westen der Champagne angriff. Im Juni 1917 übernahm er die 1. Armee, die in der Dritten Flandernschlacht zum Schutz der linken Flanke der britischen Armee zum Einsatz kam. Im Dezember 1917 wurde er in das Grand Quartier Général berufen, wo er Chef des Stabes der Armeen des Nordens und Nordostens unter Philippe Pétain wurde. Im Juli 1918 musste er den Posten wieder abgeben, nachdem er zum Sündenbock für den deutschen Durchbruch an der Aisne gemacht wurde. Er wurde zunächst in Verfügung gehalten und im Oktober 1918 zum Inspekteur der Arbeiten in der zone des armées ernannt.
Nach dem Krieg hatte er von März 1919 bis April 1920 die Aufsicht über die Kriegsgefangenen in den befreiten Gebieten inne. Vor seinem Abschied 1921 leitete er noch eine Studienkommission. Er starb 1944 im Alter von 84 Jahren.